# Староанглийский бульдог (заново созданный)
Староангли́йский бульдо́г являлся чистокровной английской породой собак в начале XIX века.
Описанный в этой статье современный староанглийский бульдог — это заново созданная в США порода травильной собаки. Название этой новой породы пишется по-английски с отличием (Olde English Bulldogge) от правописания бульдогов Англии XIX в.

## История

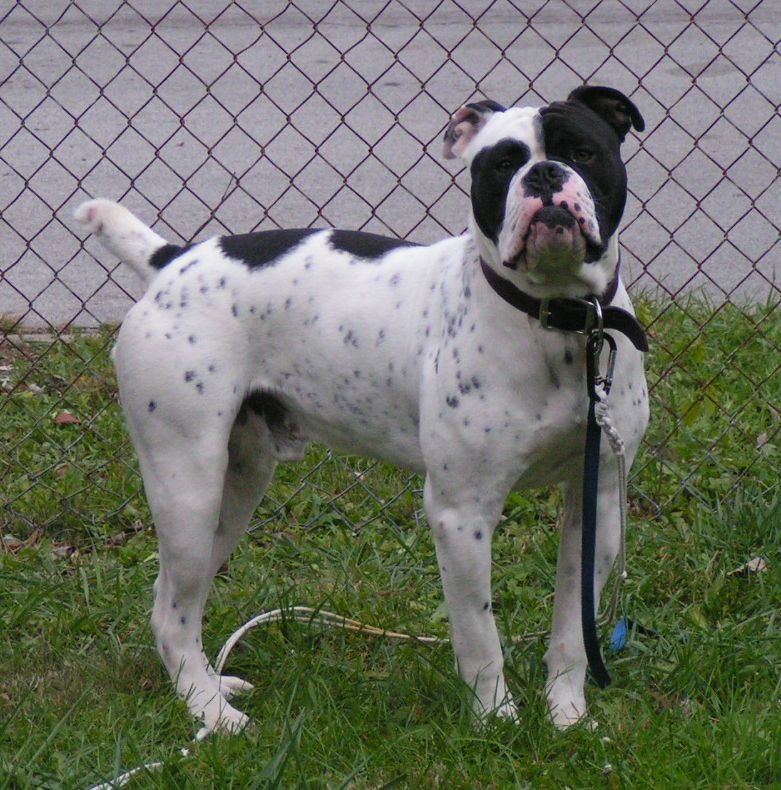
Староанглийский бульдог в полный рост

Староанглийский бульдог был создан Давидом Левиттом, жившим в североамериканском штате Пенсильвания в городе Коатесвиль. В 1971 году Левитт начал свой проект по применению программы доктора Фешимера из Университета штата Огайо, которую тот разработал для улучшения родословных крупного рогатого скота.
Его целью было создать собаку, приближенную по виду и состоянию здоровья, а также характеру к английским бульдогам XIX века, но менее агрессивную. Составной частью проекта стали различные породы, исходно несущие кровь настоящих английских бульдогов. Такими породами стали: английский бульдог — 50 %, американский бульдог, бульмастиф и американский пит-бультерьер — в общем 50 %. После многих скрещиваний указанных пород был воссоздан современный староанглийский бульдог.

## Внешний вид

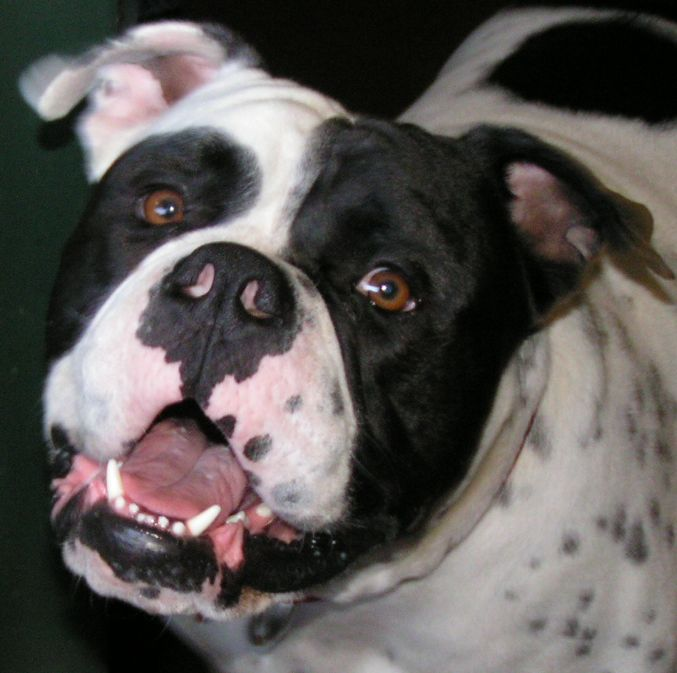

- Вес: кобели: 27—36 кг, суки: 22—31 кг.
- Рост: кобели 43—51 см, суки: 40—48 см.
- Шерсть: короткая или средней длины.
- Цвет: серый, чёрный, светло-коричневый, белый, красноватый с чёрным или с белым.
- Хвост: длинный, прямой или подрезанный.

Мускулистая собака средних размеров и большой физической силы, самоуверенная и атлетичная. Должна быть сбалансированной и пропорциональной, без преувеличенных признаков в сложении. Должна быть в состоянии работать с крупным рогатым скотом. Чрезмерный рост и вес нежелательны для староанглийского бульдога.